# Cueta angulensis
Cueta angulensis är en insektsart som beskrevs av Soumyendra Nath Ghosh 1984. Cueta angulensis ingår i släktet Cueta och familjen myrlejonsländor. Inga underarter finns listade i Catalogue of Life.